# Justo Lipsio

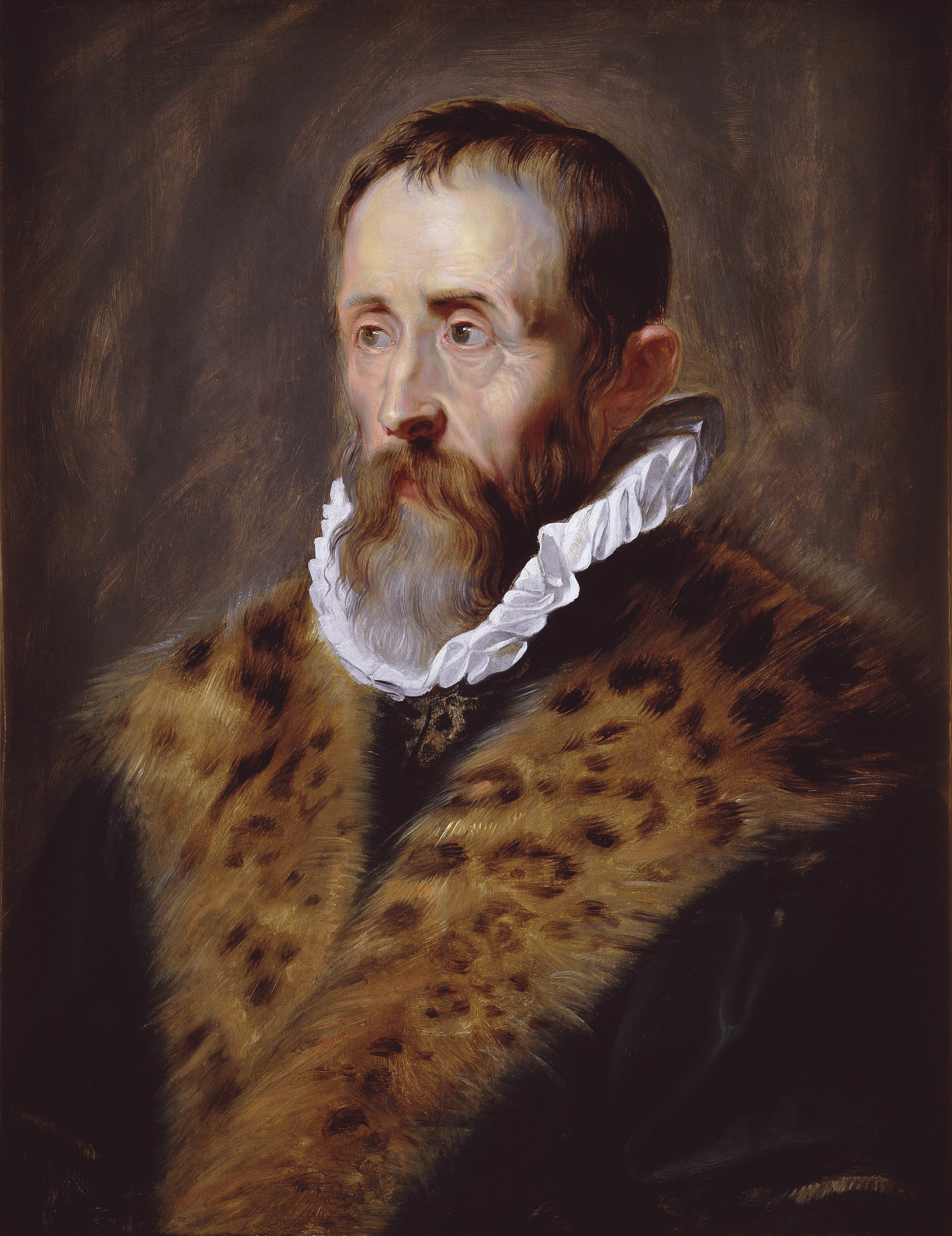
Justus Lipsius según Rubens, Museo Plantin-Moretus.

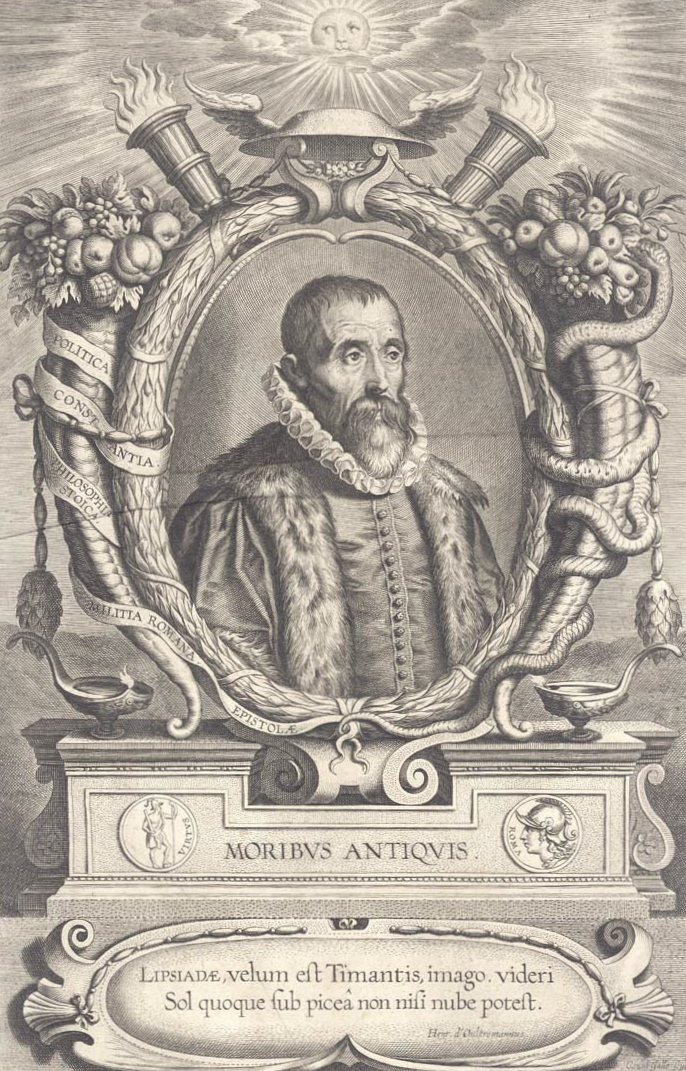
Lipsius según Cornelis Galle I.

Jodocus o Joost Lips, conocido como Justus Lipsius o, castellanizado, Justo Lipsio (Overijse, Ducado de Brabante. 18 de octubre de 1547 -Lovaina, 23 de marzo de 1606) fue un filólogo y humanista flamenco.
Es considerado como uno de los eruditos más famosos del siglo XVI, del que se ha podido decir que con Joseph Justus Scaliger e Isaac Casaubon formó un triunvirato literario.
Estudió en los jesuitas de Colonia, que le afianzaron en su extraordinaria afición a la literatura clásica latina y griega. En 1579 comenzó a enseñar historia en la recién creada Universidad de Leiden. Al final de su vida fue profesor de latín en la Universidad de Lovaina.
Lipsius enseñó en las universidades de Jena, Leiden y Lovaina y fue el autor de una serie de obras que pretendían recuperar la antigua corriente filosófica conocida como estoicismo en una forma que fuera compatible con el cristianismo tomando como modelo de partida la obra del filósofo Séneca. La más importante de dichas obras fue De constantia.
Su nueva forma de estoicismo, influyó en un gran número de sus contemporáneos intelectuales y posteriores, como Francisco de Quevedo, dando lugar al movimiento conocido como neoestoicismo.

## Obras en latín
- Hortorum lib. IV. Cum Disputatione de cultura hortensi. Joan. Meursii fil. Arboretum sacrum. Angeli Politiani Rusticus. Adhaec Lipsii Leges hortenses et Lazari Bonamici carmen De vita rustica, Éd. René Rapin, Ultrajecti, Apud J. Ribbium, 1672
- I. Lipsi Satvrnalivm sermonvm libri dvo, qui de gladiatoribus, Lvgdvni Batavorvm, Ex officina Plantiniana, apud Franciscum Raphelengium, 1590
- Iusti Lipsi Politicorum sive Civilis Doctrinae Libri Sex (Quid ad Principatum maxime Spectant), Lugduni, In Officina HVG. A Porta, Apud Fratres de Babiano, 1592
- Iusti Lipsi Epistolae Pars III, 1588–1590 Eas ediderunt, adnotatione critica instruxerunt, notisque illustrarunt Sylvette Sué & Hugo Peeters, Brussel, Koninklijke Academie voor wetenschappen, letteren en schone kunsten van België, 1987
- Iusti Lipsi Epistolae quam curavit edendam Jeanine De Landtsheer, Brussel, Koninklijke Academie voor wetenschappen, letteren en schone kunsten van België, 1994
- Iusti Lipsi saturnalium sermonum libri duo, qui De gladiatoribus, Antverpiae, Ex officina Plantiniana, apud Ioannem Moretum, 1604, 1598
- Iusti Lipsis Epistolae Pars XIII, 1600, Brussel, Koninklijke Vlaamse Academie van België voor wetenschappen en kunsten, 2000
- De amphitheatro liber: in quo forma ipsa loci expressa, et ratio spectandi, cum aeneis figuris, Lugduni, Batavorum, Ex officina Christophori Plantini, 1584
- Justi Lipsi de amphitheatris quae extra Romam libellus: in quo formae eorum aliquot & typi, Antverpiae, apud Ch. Plantinum, 1584
- Iusti Lipsi Saturnalium sermonum libri duo: qui de gladiatoribus, Éd. Jan Moretus, Antverpiae, ex officina Plantiniana, apud Ioannem Moretum, 1604
- Iusti Lipsi de Cruce: ad sacram profanamque historiam utiles, Éd. Jan Moretus, Antverpiae, ex officina Plantiniana, apud Ioannem Moretum, 1593